# Élections générales yukonnaises de 2006

résultats de l'élection générale yukonnaise de 2006

L'élection générale yukonnaise de 2006 se déroule le 10 octobre 2006 afin d'élire les 18 députés de l'Assemblée législative du Yukon. Il s'agit de la 32e élection générale  dans le territoire canadien du Yukon. Le premier ministre Dennis Fentie demande au commissaire territorial la dissolution de l'Assemblée le 8 septembre. Le jour du scrutin, lui et son Parti du Yukon sont reconduits au pouvoir avec un gouvernement majoritaire. À cause de certaines modifications de la Loi sur le Yukon, le nouveau gouvernement aura en mandat allant jusqu'à cinq ans, au lieu de quatre.

## Résultats
| Parti | Parti          | Chef            | # de candidats | Sièges | Sièges      | Sièges | Sièges  | Voix  | Voix  |
| ----- | -------------- | --------------- | -------------- | ------ | ----------- | ------ | ------- | ----- | ----- |
| Parti | Parti          | Chef            | # de candidats | 2002   | Dissolution | Élus   | % Diff. | #     | %     |
|       | Parti du Yukon | Dennis Fentie   | 18             | 12     | 9           | 10     | -16,7   | 5 503 | 40,8  |
|       | Libéral        | Arthur Mitchell | 18             | 1      | 4           | 5      | +400,0  | 4 700 | 34,8  |
|       | NPD            | Todd Hardy      | 18             | 5      | 3           | 3      | -40,0   | 3 149 | 23,3  |
|       | Indépendant    | Indépendant     | 4              | 0      | 2           | 0      | -       | 143   | 1,1   |
| Total | Total          | Total           | 58             | 18     | 18          | 18     | -       | -     | 100,0 |

## Sources
- (en) Cet article est partiellement ou en totalité issu de l’article de Wikipédia en anglais intitulé « Yukon general election, 2006 » (voir la liste des auteurs).